# Naumen
Naumen — российская компания-разработчик программного обеспечения класса Service Desk, BPM, Contact Center, e-Learning, разработчик ПО для государственных и бизнес структур. Компания занимается автоматизацией бизнес-процессов, разработкой, внедрением и сопровождением информационных систем, созданием корпоративных систем управления IT и систем когнитивного поиска.

## Деятельность
Проектный офис и внедренческий центр компании находится в Москве, разработка ведётся в Екатеринбурге, Твери, Челябинске, Санкт-Петербурге. В компании действует собственный учебный и сервисный центр. С 2012 года работу с клиентами из Средней Азии осуществляет «Наумен Казахстан» (Казахстан).
Naumen имеет партнёрскую сеть в ряде стран Западной и Восточной Европы, на зарубежных рынках компания продаёт контактные центры, ITSM и WFM-продукты под брендом Noda.
Компания разрабатывает интеллектуальные системы поиска и обработки обращений, системы управления IT и сервисным обслуживанием, системы организации и управления контактными центрами, WFM-системы, виртуальных ассистентов и чат-ботов, системы управления трудовыми ресурсами и системы диспетчеризации, систем искусственного интеллекта.
С 2002 года компания сотрудничает с Уральским федеральным университетом для подготовки разработчиков, работающих с Open Source. Компания финансирует курс обучения, участвует в подготовке учебных программ, требований к специалистам. Naumen участвует в разработке совместных IT-проектов с университетом.
С 2018 года компания является участником приоритетного проекта Минэкономразвития России «Поддержка частных высокотехнологических компаний-лидеров».
Среди клиентов Naumen: Россети, Магнитогорский металлургический комбинат, Ростелеком, Эра-Глонасс, Аэропорт Шереметьево, Русгидро, Федеральное казначейство РФ, Мосэнергосбыт, АИС «Главгосэкспертиза», Сбербанк Страхование, BelkaCar, Дикси, Акрон.

## История
В 2001 году Александр Давыдов и Кирилл Варламов вместе с коллегами из «Микротеста» создали компанию по разработке программного обеспечения на открытом коде. В 2002—2003 году компания разработала IP-телефонный коммутатор, ERP-систему и систему хранения, исполнения и согласования документов, связанную с системой публикаций и сайтом компании. В 2003 году в Москве был открыт офис продаж. С 2003 года компания от разработки программного обеспечения перешла к внедрению и лицензированию своих продуктов. К 2005 году компания переписала на Java с использованием Hibernate все свои продукты, так как Zope и Python не обеспечивали нужную производительность.
В 2006—2007 годах темпы роста Naumen составляли 30-70 % в год, в 2008 году компания заняла 67 строчку рейтинга компаний российского IT-рынка по версии газеты «Коммерсант».
В 2008 году разработанная компанией система для автоматизации ИТ-служб стала единственным продуктом на территории России и Восточной Европы, получившим международный сертификат PinkVERIFY на соответствие ITIL v.3 (библиотека инфраструктуры информационных технологий). Выход на международный уровень позволил Naumen продать свои решения автопроизводителю Volkswagen, пивоваренной компании Efes, OTP Bank.
К 2010 году повысился спрос на колл-центры Naumen, в 2011 году, по данным национальной ассоциации контактных центров, доля рынка поставщиков решений для контакт-центов компании, включая зарубежных вендоров, составила 7,36 % и 46 % рабочих мест, построенных на российском ПО.
В 2011 году для компаний с небольшими IT-подразделениями вендор разработал облачный сервис, позволявший автоматизировать процессы предоставления и поддержки услуг ИТ, в 2012 году запустил облачный сервис для организации холодных звонков. В 2012 году для продажи софта для контакт-центров под брендом Noda был открыт офис в Маниле (Филиппины).
С 2014 года Naumen работает над проектами с применением технологий машинного обучения и анализа больших данных, компания разработала информационную систему управления федеральными целевыми программами в Минобрнауки РФ.
В 2019 году начал работать виртуальный ассистент разработанный Naumen для общегородского контакт-центра города Москвы. В НТЦ «Газпромнефти» внедрена система когнитивного поиска по массиву документов.

## Руководство
Давыдов Александр Анатольевич — с 2001 года — основатель, генеральный директор, председатель Совета директоров Naumen, с 1988 по 2001 год — соучредитель, технический директор «СКБ Контур»; совладелец, технический директор компании «Микротест».
Варламов Кирилл Викторович — с 2002 по 2013 год — основатель, исполнительный директор Naumen, с 2013 года — член Совета директоров Naumen, директор Фонда развития интернет-инициатив.
Калаев Дмитрий, сооснователь Naumen, с 2003—2005 год — заместитель генерального директора по производству, 2006—2010 гг. — заместитель генерального директора по развитию каналов сбыта; с 2017 года — член совета директоров. Директор акселератора ФРИИ.
Кириченко Игорь Викторович — с 2016 года исполнительный директор группы компаний Naumen, с 2010 по 2016 год — коммерческий директор Naumen.

## Достижения
В 2011 году компания вошла в Топ-20 российских разработчиков программного обеспечения.
В 2019 году Naumen вошла в рейтинги лучших работодателей HeadHunter и рейтинг лучших ИТ-работодателей России Хабр. Карьера.
В 2020 году компания вошла в Национальный рейтинг российских быстрорастущих технологических компаний «ТехУспех-2019» и в Топ-15 быстрорастущих компаний в сегменте «Информационные технологии».
По итогам 2021 года издание Forbes включила компанию в 50 лучших работодателей России.

## Разработки и сервисы
- Naumen Service Desk[37] — сервис для автоматизации процессов управления ИТ и сервисным обслуживанием на предприятиях[38].
- Naumen Project Ruler[39] — система для управления проектами.
- Naumen BPM (Business Process Management) — решение для автоматизации и управления бизнес-процессами предприятий[40].
- ITSM 365 — облачный сервис для автоматизации процессов управления ИТ и бизнес-процессов в малых и средних компаниях.
- Naumen Contact Center — комплексное программное решение для организации корпоративного или аутсорсингового контакт-центра[41]. Решение включено в аналитический отчет Gartner Magic Quadrant..
- Naumen WFM (Workforce Management) — решение для управления и прогнозирования рабочей нагрузки персонала.
- Naumen Erudite — универсальная AI-платформа для внедрения голосовых и текстовых роботов в клиентский сервис[42].
- Naumen Skorozvon — облачный сервис для исходящих и входящих звонков[43].
- Интеллектуальный поиск — поисковая система на основе технологий AI и обработки больших данных[44].